# ママラホエ
カーナーヴァイ・マーマラホエ（ハワイ語: Kānāwai Māmalahoe）という法律は、“経験によって学ぶ”“同情、他人への思いやり、自分自身を大切にすること”という意味であり、カメハメハ1世によって編纂され、非戦闘員の保護を明文化した先進的な法典である。
「すべての老人、女性、および子供が、路傍で安全に休息できるように」というこの法は、1797年にカメハメハ1世によって制定され、 ハワイ州の憲法第9項の第10章にも明示されている。
またこの法律は、戦時における民間人や非戦闘員の扱いについて、現代の人権法のモデルになっている。
現在、ハワイ州のアリイオラニ・ハレ（最高裁判所）前にカメハメハ1世の銅像が据えられているのも、彼がこの法律を編纂したためである。

## 起源
この法律が作られた背景には、次のようなことがあったと伝えられている。
カメハメハがPunaで戦っていたとき、ボードが浅瀬礁に乗り上げた。そこに現れた漁師は彼の頭をボードの櫂で勢いよく殴りつけたが、カメハメハはなんとか逃げることができた。
何年か後、その漁師はカメハメハの前に連れてこられたが、カメハメハは「漁師は彼の住処と家族を守っていただけだ」と言い、彼を処罰せずに解放した。
このことがきっかけで「Splintered Paddle」という法律がつくられ、これがママラホエの元になったという。

## 原文
ハワイの原文
Kānāwai Māmalahoe:
E nā kānaka,
E mālama ‘oukou i ke akua
A e mālama ho‘i ke kanaka nui a me kanaka iki;
E hele ka ‘elemakule, ka luahine, a me ke kama
A moe i ke ala
‘A‘ohe mea nāna e ho‘opilikia.
Hewa nā - Make.
Law of the Splintered Paddleとしての英訳
O my people,
Honor thy god;
respect alike [the rights of] men great and humble;
See to it that our aged, our women, and our children
Lie down to sleep by the roadside
Without fear of harm.
Disobey, and die. 
日本語訳
私の同胞達よ。
なんじの神を讃えよう。
偉大な人にも、平凡な人にも、分け隔てなく敬意表そう。
見守ろう、
年寄り達が、女達が、子供達が、
死や隷従や、危害への恐怖を感じることなく、
道ばたに腰をおろし、静かな休息が取れるよう。

## 参照項目
- マーマラホア・ハイウェイ